# Hennie Kotze
Hennie Kotze (né le 4 février 1984) est un athlète sud-africain, spécialiste du 110 mètres haies. 

## Biographie
Il remporte la médaille d'or du 110 m haies lors des championnats d'Afrique 2008, à Addis-Abeba en Éthiopie, dans le temps de 13 s 95.

### Palmarès
| Date | Compétition            | Lieu     | Résultat | Épreuve     | Performance |
| ---- | ---------------------- | -------- | -------- | ----------- | ----------- |
| 2008 | Championnats d'Afrique | Le Caire | 1er      | 110 m haies | 13 s 95     |

### Records
| Épreuve     | Performance | Lieu          | Date         |
| ----------- | ----------- | ------------- | ------------ |
| 110 m haies | 13 s 64     | Potchefstroom | 6 avril 2005 |